# John J. Adams
John Joseph Adams (* 16. September 1848 in Douglastown, Kanada; † 16. Februar 1919 in New York City) war ein US-amerikanischer Jurist und Politiker. Zwischen 1883 und 1887 vertrat er den Bundesstaat New York im US-Repräsentantenhaus.

## Werdegang
John Joseph Adams wurde ungefähr sieben Monate nach dem Ende des Mexikanisch-Amerikanischen Krieges in Douglastown in der Provinz von New Brunswick geboren und wuchs dort auf. Er besuchte lokale Schule. Während des Bürgerkrieges wanderte er 1864 in die Vereinigten Staaten ein und ließ sich in New York City nieder. Adams war dann bis 1874 als Büroangestellter (clerk) in einer Kurzwarenhandlung (dry-goods firm) tätig. Er graduierte 1876 an der Columbia Law School. Seine Zulassung als Anwalt erhielt er im selben Jahr und begann dann in New York City zu praktizieren. Politisch gehörte er der Demokratischen Partei an.
Bei den Kongresswahlen des Jahres 1882 für den 49. Kongress wurde er im siebten Wahlbezirk von New York in das US-Repräsentantenhaus in Washington, D.C. gewählt, wo er am 4. März 1883 die Nachfolge von William Dorsheimer antrat. Er wurde einmal wiedergewählt und schied dann nach dem 3. März 1887 aus dem Kongress aus.
Nach seiner Kongresszeit nahm er in New York City wieder seine Tätigkeit als Anwalt auf. Er starb dort am 16. Februar 1919 und wurde auf dem Green-Wood Cemetery in Brooklyn beigesetzt. Zu diesem Zeitpunkt war der Erste Weltkrieg seit ungefähr drei Monaten zu Ende.